# Den oranžistů

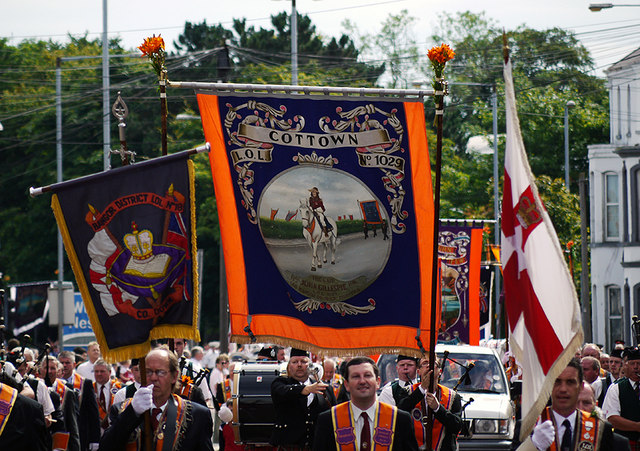
Den oranžistů v Bangoru roku 2010

Den oranžistů nebo Dvanáctý či Slavný dvanáctý (anglicky: Orangemen's Day, The Twelfth, Glorious Twelfth) je protestantská slavnost, která se koná každý rok 12. července v Ulsteru. Svátek má tradici od 18. století a oslavuje slavnou revoluci (1688) a vítězství protestantského krále Viléma III. Oranžského nad katolickým králem Jakubem II. v bitvě u Boyne (1690), která zajistila protestantskou nadvládu v Irsku. Oranžský řád a britští loyalisté toho dne pořádají velké pochody a zapalují ohně. Den oranžistů se slaví hlavně v Severním Irsku, kde je státním svátkem, ale menší oslavy se konají i v jiných zemích, kde Oranžský řád působí. Od svého počátku byla oslava často doprovázena násilím mezi protestanty a katolíky. Pochody katolickými čtvrtěmi byly obzvláště kontroverzní, nejznámější jsou spory o trasu pochodu kolem katolického kostela Drumcree. Pokud 12. červenec připadne na neděli, je pochod posunut na pondělí 13. července.